# 덕수리 전통민속재현축제
덕수리 전통민속재현축제는 제주특별자치도 서귀포시 안덕면 덕수리에서 개최하는 민속 축전이다.